# Lôi Châu
Lôi Châu (chữ Hán giản thể: 雷州市, âm Hán Việt: Lôi Châu thị) là một thành phố cấp huyện thuộc địa cấp thị Trạm Giang, tỉnh Quảng Đông, Trung Quốc. Thành phố Lôi Châu nằm trên bán đảo Lôi Châu, có diện tích 3.523 km², dân số 1,49 triệu (năm 2002). Mã số bưu chính của Lôi Châu là 524200, mã vùng điện thoại là 0759. Chính quyền thành phố Lôi Châu đóng ở nhai đạo Lôi Thành.

## Phân chia hành chính
- Nhai đạo (1): Lôi Thành
- Trấn (18): Thẩm Đường, Đông Lý, Lôi Cao, Điều Phong, Anh Lợi, Nam Hưng, Long Môn, Tùng Trúc, Đàm Đấu, Ô Thạch, Bắc Hòa, Xí Thủy, Đường Gia, Dương Gia, Kỷ Gia, Bạch Sa, Khách Lộ, Phụ Thành.